# Biskirchen
Biskirchen ist der nach Einwohnerzahl zweitgrößte Stadtteil der Stadt Leun im mittelhessischen Lahn-Dill-Kreis.

## Geografie
Biskirchen liegt im Lahntal zwischen Wetzlar und Weilburg am südöstlichen Rand des Westerwaldes. Durch den Ort fließt der Ulmbach, der in die Lahn mündet. Biskirchen ist daher von jeher Ausgangspunkt für das Ulmtal.

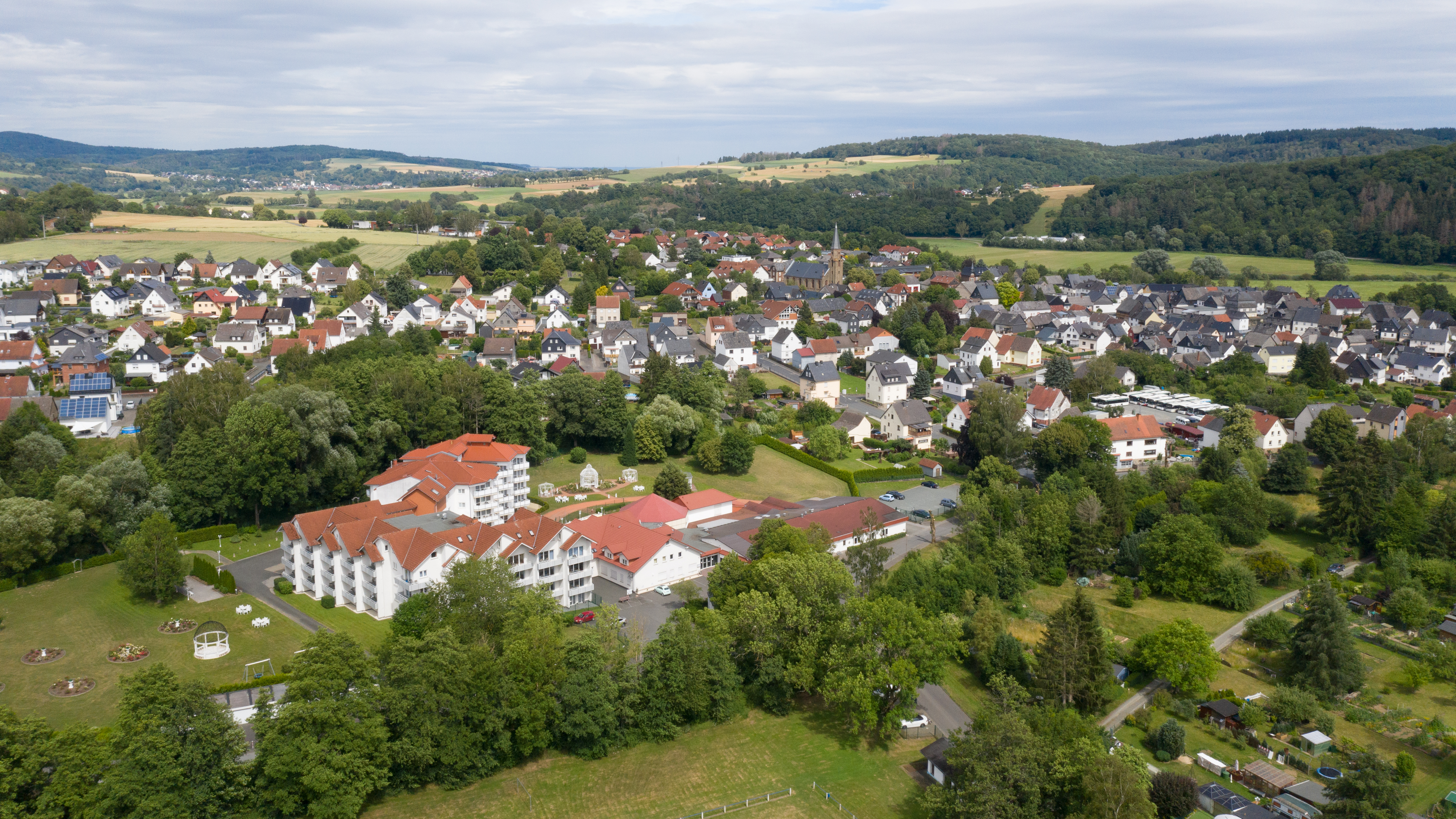
Luftbild des Ortes Biskirchen (Leun)

Nachbarorte
|                    | Bissenberg 2 km                             | Stockhausen 2 km |
| Niedershausen 7 km | Kompassrose, die auf Nachbargemeinden zeigt | Tiefenbach 5 km  |
| Löhnberg 5 km      |                                             |                  |

## Geschichte

### Ortsgeschichte
Biskirchen, 1245 wurde soweit bekannt erstmals in den Akten des Fürstlichen Archivs Braunfels urkundlich erwähnt, ist ein typisches Haufendorf mit alter Bausubstanz und verwinkelten Straßen und Gassen. Der gesamte Ortskern ist als Gesamtanlage denkmalgeschützt.
Der Name Biskirchen (im Mittelalter „Bischofskirchen“) stammt von einer ehemals im Ortsgebiet gelegenen Kirche (Bischofskirche), die auf den ursprünglichen Grundherrn und Kirchenstifter Bischof Rudolf I. von Würzburg (892–908), einem Bruder König Konrads I., zurückzuführen ist. Dieser soll die Kirche dem Stift Gemünden im Westerwald geschenkt haben, das von seinem Großvater Gebhard gegründet worden war. Die Kirche ging später vom Stift an die Herren von Runkel und Westerburg über, die seit dem 13. Jahrhundert als Patronatsherren bezeugt sind. Die Kirche lag in der hochwassergefährdeten Lahnniederung am Fuße der das Dorf tragenden Erhebung und wurde 1871 abgebrochen und durch eine neue Kirche ersetzt.
Hessische Gebietsreform (1970–1977)
Im Zuge der Gebietsreform in Hessen fusionierten die bis dahin selbständigen Gemeinden Biskirchen, Bissenberg, Stockhausen sowie die Stadt Leun zum 31. Dezember 1971 auf freiwilliger Basis zur erweiterten Stadt Leun. Für die ehemals eigenständigen Gemeinden von Leun wurde je ein Ortsbezirk gebildet.

### Verwaltungsgeschichte im Überblick
Die folgende Liste zeigt die Staaten und Verwaltungseinheiten, denen Biskirchen angehört(e):
- vor 1806: Heiliges Römisches Reich, Fürstentum Solms-Braunfels, Anteil der Grafschaft Solms, Amt Greifenstein
- ab 1806: Herzogtum Nassau,[Anm. 2] Amt Greifenstein[Anm. 3]
- ab 1816: Königreich Preußen,[Anm. 4] Provinz Großherzogtum Niederrhein, Regierungsbezirk Koblenz, Kreis Braunfels[8]
- ab 1822: Königreich Preußen, Rheinprovinz, Regierungsbezirk Koblenz, Kreis Wetzlar[Anm. 5]
- ab 1866: Norddeutscher Bund,[Anm. 6] Königreich Preußen, Rheinprovinz, Regierungsbezirk Koblenz, Kreis Wetzlar
- ab 1871: Deutsches Reich, Königreich Preußen, Rheinprovinz, Regierungsbezirk Koblenz, Kreis Wetzlar
- ab 1918: Deutsches Reich (Weimarer Republik), Freistaat Preußen, Rheinprovinz, Regierungsbezirk Koblenz, Kreis Wetzlar
- ab 1932: Deutsches Reich, Freistaat Preußen, Provinz Hessen-Nassau, Regierungsbezirk Wiesbaden, Kreis Wetzlar
- ab 1944: Deutsches Reich, Freistaat Preußen, Provinz Nassau, Kreis Wetzlar
- ab 1945: Amerikanische Besatzungszone,[Anm. 7] Groß-Hessen, Regierungsbezirk Wiesbaden, Kreis Wetzlar
- ab 1946: Amerikanische Besatzungszone, Hessen, Regierungsbezirk Wiesbaden, Kreis Wetzlar
- ab 1949: Bundesrepublik Deutschland, Hessen, Regierungsbezirk Wiesbaden, Kreis Wetzlar
- ab 1968: Bundesrepublik Deutschland, Hessen, Regierungsbezirk Darmstadt, Kreis Wetzlar
- ab 1972: Bundesrepublik Deutschland, Hessen, Regierungsbezirk Darmstadt, Kreis Wetzlar, Stadt Leun[Anm. 8]
- ab 1977: Bundesrepublik Deutschland, Hessen, Regierungsbezirk Darmstadt, Lahn-Dill-Kreis, Stadt Leun
- ab 1981: Bundesrepublik Deutschland, Hessen, Regierungsbezirk Gießen, Lahn-Dill-Kreis, Stadt Leun

## Bevölkerung

### Einwohnerstruktur 2011
Nach den Erhebungen des Zensus 2011 lebten am Stichtag, dem 9. Mai 2011, in Biskirchen 1485 Einwohner. Darunter waren 45 (3,0 %) Ausländer. Nach dem Lebensalter waren 258 Einwohner unter 18 Jahren, 630 zwischen 18 und 49, 306 zwischen 50 und 64 und 291 Einwohner waren älter. Die Einwohner lebten in 624 Haushalten. Davon waren 165 Singlehaushalte, 174 Paare ohne Kinder und 201 Paare mit Kindern, sowie 72 Alleinerziehende und 9 Wohngemeinschaften. In 120 Haushalten lebten ausschließlich Senioren und in 411 Haushaltungen lebten keine Senioren.

### Einwohnerentwicklung
| Biskirchen: Einwohnerzahlen von 1834 bis 2018 | Biskirchen: Einwohnerzahlen von 1834 bis 2018 | Biskirchen: Einwohnerzahlen von 1834 bis 2018 | Biskirchen: Einwohnerzahlen von 1834 bis 2018 | Biskirchen: Einwohnerzahlen von 1834 bis 2018 |
| --- | --------------------------------------------- | --------------------------------------------- | --------------------------------------------- | --------------------------------------------- |
| Jahr |                                               |                                               |                                               | Einwohner                                     |
| 1834 | 1834                                          |                                               | 601                                           | 601                                           |
| 1840 | 1840                                          |                                               | 591                                           | 591                                           |
| 1846 | 1846                                          |                                               | 668                                           | 668                                           |
| 1852 | 1852                                          |                                               | 651                                           | 651                                           |
| 1858 | 1858                                          |                                               | 644                                           | 644                                           |
| 1864 | 1864                                          |                                               | 660                                           | 660                                           |
| 1871 | 1871                                          |                                               | 589                                           | 589                                           |
| 1875 | 1875                                          |                                               | 557                                           | 557                                           |
| 1885 | 1885                                          |                                               | 594                                           | 594                                           |
| 1895 | 1895                                          |                                               | 645                                           | 645                                           |
| 1905 | 1905                                          |                                               | 733                                           | 733                                           |
| 1910 | 1910                                          |                                               | 748                                           | 748                                           |
| 1925 | 1925                                          |                                               | 813                                           | 813                                           |
| 1939 | 1939                                          |                                               | 920                                           | 920                                           |
| 1946 | 1946                                          |                                               | 1.195                                         | 1.195                                         |
| 1950 | 1950                                          |                                               | 1.192                                         | 1.192                                         |
| 1956 | 1956                                          |                                               | 1.135                                         | 1.135                                         |
| 1961 | 1961                                          |                                               | 1.173                                         | 1.173                                         |
| 1967 | 1967                                          |                                               | 1.242                                         | 1.242                                         |
| 1970 | 1970                                          |                                               | 1.303                                         | 1.303                                         |
| 1980 | 1980                                          |                                               | ?                                             | ?                                             |
| 1990 | 1990                                          |                                               | ?                                             | ?                                             |
| 2000 | 2000                                          |                                               | ?                                             | ?                                             |
| 2011 | 2011                                          |                                               | 1.485                                         | 1.485                                         |
| 2016 | 2016                                          |                                               | 1.571                                         | 1.571                                         |
| 2018 | 2018                                          |                                               | 1.525                                         | 1.525                                         |
| Datenquelle: Historisches Gemeindeverzeichnis für Hessen: Die Bevölkerung der Gemeinden 1834 bis 1967. Wiesbaden: Hessisches Statistisches Landesamt, 1968. Weitere Quellen: LAGIS; Zensus 2011; Stadt Leun |                                               |                                               |                                               |                                               |

### Historische Religionszugehörigkeit
| • 1834: | 477 evangelische (= 95,21 %), ein katholischer (= 0,20 %), 23 jüdische (= 4,59 %) Einwohner |
| • 1961: | 1032 evangelische (= 87,98 %), 139 katholische (= 11,85 %) Einwohner                        |

## Politik
Für Biskirchen besteht ein Ortsbezirk (Gebiete der ehemaligen Gemeinde Biskirchen) mit Ortsbeirat und Ortsvorsteher nach der Hessischen Gemeindeordnung.
Der Ortsbeirat besteht aus fünf Mitgliedern. Bei den Kommunalwahlen in Hessen 2021 betrug die Wahlbeteiligung zum Ortsbeirat 49,23 %. Dabei wurden gewählt: ein Mitglied der SPD und jeweils zwei Mitglieder der CDU und der „Freien Wählergemeinschaft Leun“ (FWG). Der Ortsbeirat wählte Andreas Metzger (FWG) zum Ortsvorsteher.

## Kultur und Sehenswürdigkeiten

### Zitate
Der Biskirchener Heimatdichter Friedrich Zutt (1899–1988) widmete seinem Geburtsort das Biskirchener Heimatlied, in dem er speziell Bezug auf den Reichtum an Mineralquellen nimmt. Das von Musikdirektor Heinrich Blaß vertonte Lied wurde 1972 von der Sängervereinigung Borussia-Sängergruß Biskirchen uraufgeführt.

### Vereine
Größter Verein in Biskirchen ist die Turn- und Sportgemeinde Biskirchen e. V.

### Bauwerke
An die vermutlich in ottonischer Zeit (um 900) erbaute „Bischofskirche“, die namensgebend war für den Ort, erinnert nur noch eine Gedenkstätte (50° 31′ 49″ N, 8° 18′ 48,3″ O). Bauliche Reste wurden im Jahre 1939 wissenschaftlich untersucht (Dr. Helmut Schoppa), um die Bauzeit der Kirche festzustellen. Die nach dem Zweiten Weltkrieg entstandene Umgehungsstraße führt über den Standort der alten Kirche, an die ein 1884 von Pfarrer Karl Wetz errichteter Obelisk an der ehemaligen Friedhofsmauer zwischen Umgehungsstraße und Bahnstrecke erinnert. In der alten Bischofskirche befand sich auch einst eine Orgel aus der Werkstatt von Johann Georg Bürgy aus dem Jahre 1822, die 1872 nach Daubhausen verkauft wurde.
Die 1868 bis 1870 unter Beteiligung des berühmten Architekten Friedrich August Stüler erbaute neugotisch-romanische Nachfolgerin der altehrwürdigen Bischofskirche dominiert heute das Ortsbild.
Eine Besonderheit stellt die heimische Mineralbrunnenindustrie dar (Westerwaldquelle, Heilquelle Karlssprudel sowie die früheren Brunnenbetriebe St. Georgsquelle und Gertrudisbrunnen).
Wahrzeichen des Leuner Stadtteils ist das Brunnenhaus des staatlich anerkannten Gertrudisbrunnen (1601 als „Wilder Brunnen“ bezeichnet), der zwischen 1874 und 1966 wirtschaftlich genutzt wurde zur Herstellung von Erfrischungsgetränken mit dem Namen „Biski“.

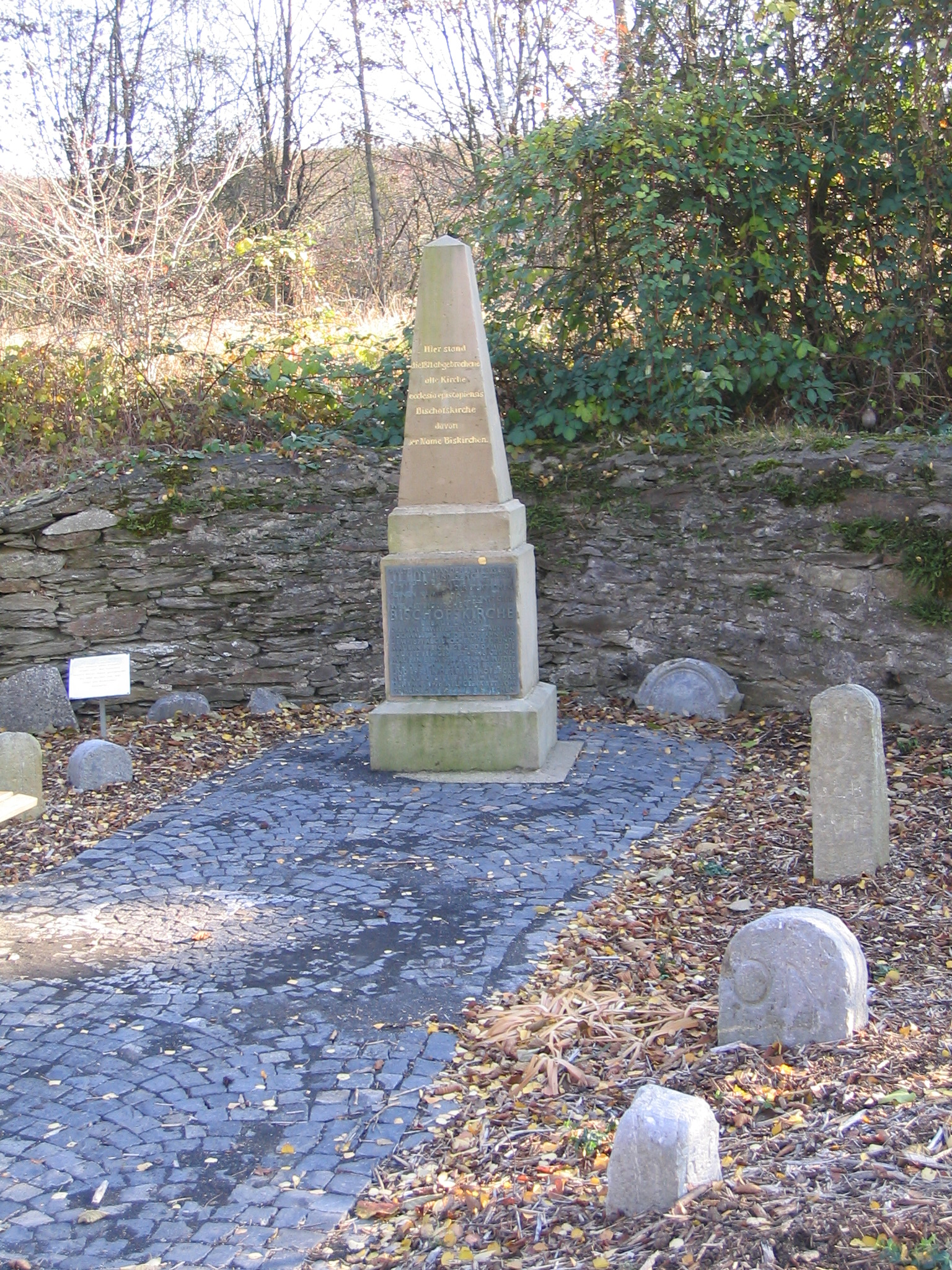
Gedenkstätte der Bischofskirche
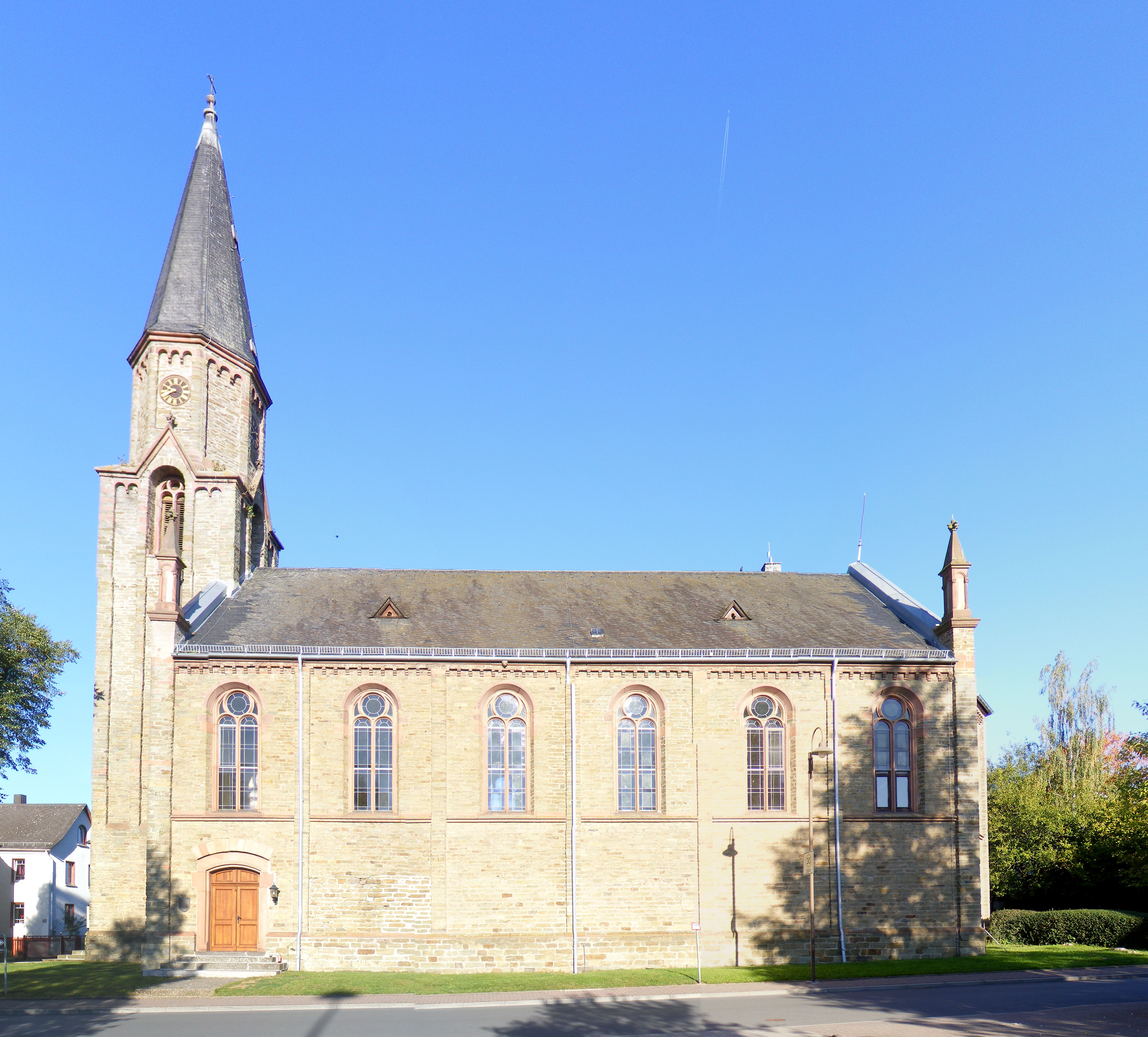
Evangelische Pfarrkirche
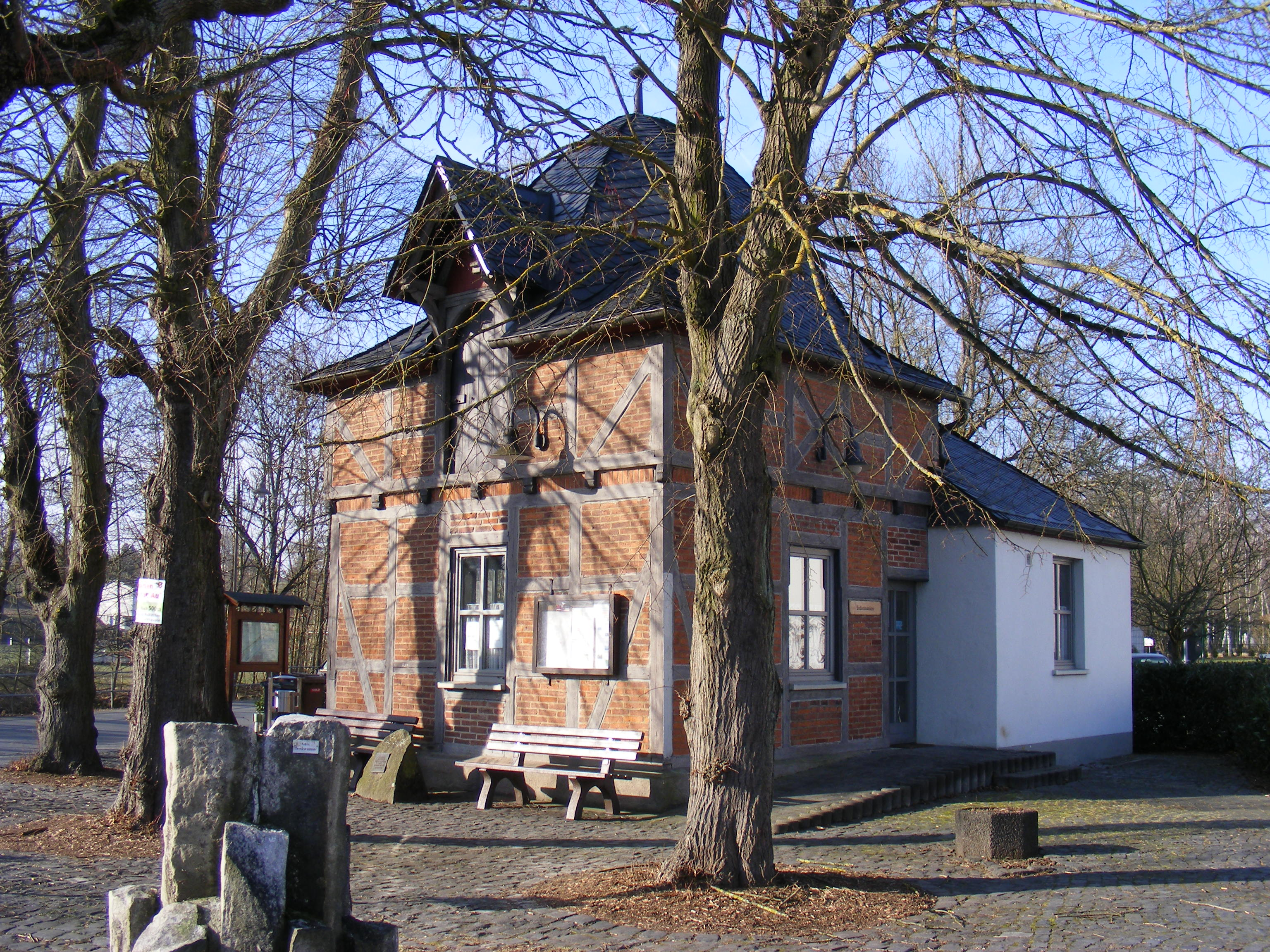
Brunnenhaus des Gertrudisbrunnens

### Das Dolle Dorf
Am 7. April 2022 wurde Biskirchen vom Hessischen Rundfunk als "Dolles Dorf" porträtiert. Die am Abend des 9. April ausgestrahlte Hessenschau brachte Biskirchen einem Millionenpublikum nahe.

## Infrastruktur
In Biskirchen befindet sich die zentrale Grundschule für die umliegenden Orte Biskirchen, Bissenberg und Stockhausen. Der Ort besitzt eine Abfahrt an der Bundesstraße 49.

## Persönlichkeiten
- Otto Renkhoff (1905–1995), Archivar, Autor sowie Herausgeber
- Ernst Schauss (1906–1972), hessischer Politiker